# Bornbach (Tarpenbek)
Der Bornbach (auf älteren Karten Born) ist ein etwa sechs Kilometer langer Bach in Hamburg-Langenhorn.
Ab dem Jahre 1932 wurde mit der Regulierung des Bornbachs und des Diekmoorbachs begonnen und aus ihnen wurde der Bornbach gemacht.

## Verlauf
Der ursprüngliche Quellbereich des Bornbachs liegt auf dem Gebiet von Norderstedt im Bereich der Grundschule Glashütte, ist aber auf Norderstedter Gebiet komplett verrohrt, so dass der Bornbach heute unmittelbar an der Grenze zu Norderstedt aus einem Rohr entspringt.
Im weiteren Verlauf nimmt der Bornbach den Pannsgraben auf und verläuft dann beim U-Bahnhof Kiwittsmoor parallel östlich der U-Bahn-Linie 1, wobei er das Freibad Kiwittsmoor umfließt und aus diesem überschüssiges Wasser aufnimmt. Nach dem Bau des Freibads 1912 wurde dieses ursprünglich vom Bornbach durchflossen, heute wird es mit Grundwasser gespeist.
Südlich vom Freibad unterquert der Bach die U-Bahn und verläuft in südwestlicher Richtung weiter durch Langenhorn. Im Westen von Langenhorn mündet er in die Tarpenbek, die unmittelbar danach verrohrt unter dem Flughafen Hamburg hindurchführt.

## Einzelnachweise

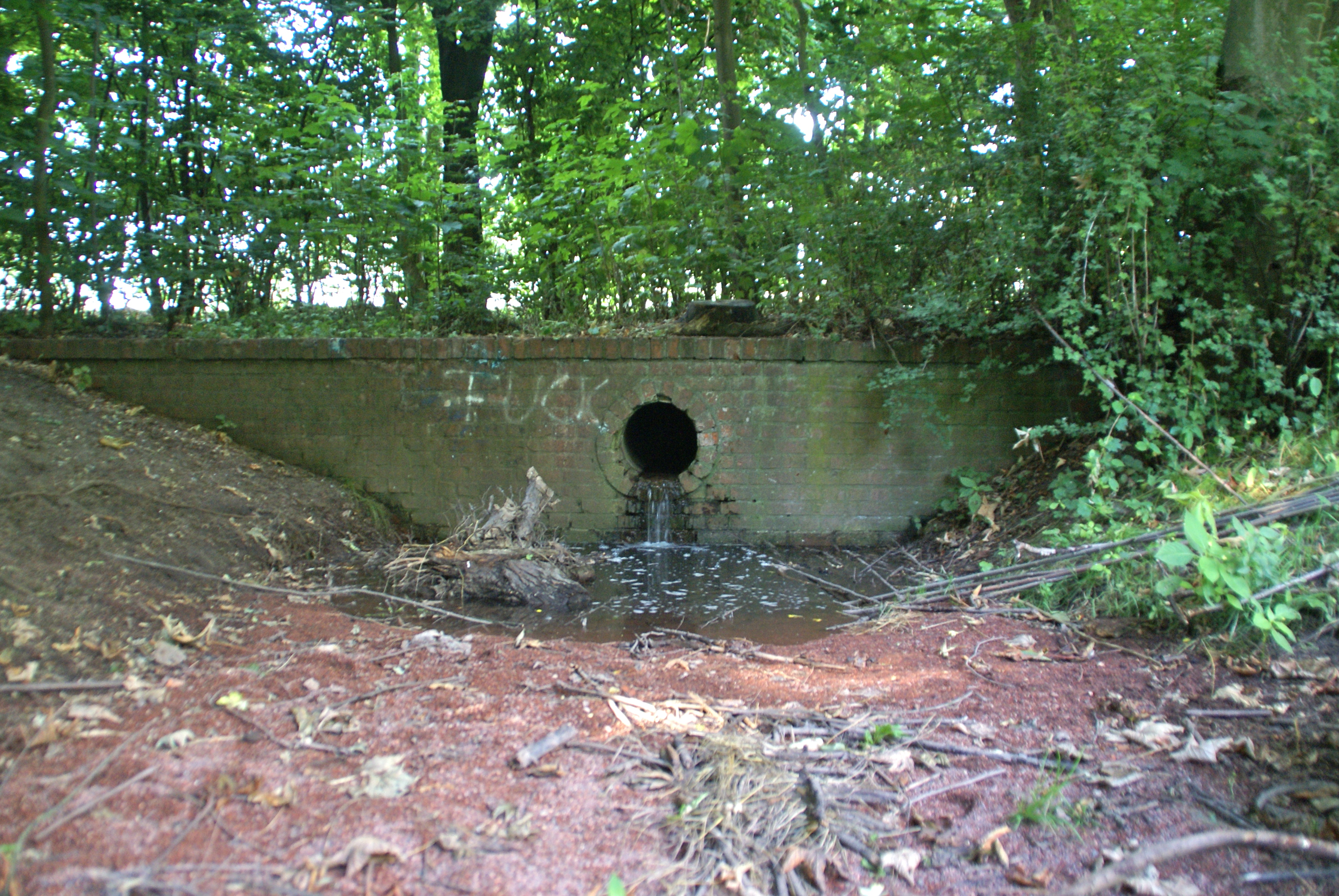
Die Quelle des Bornbachs
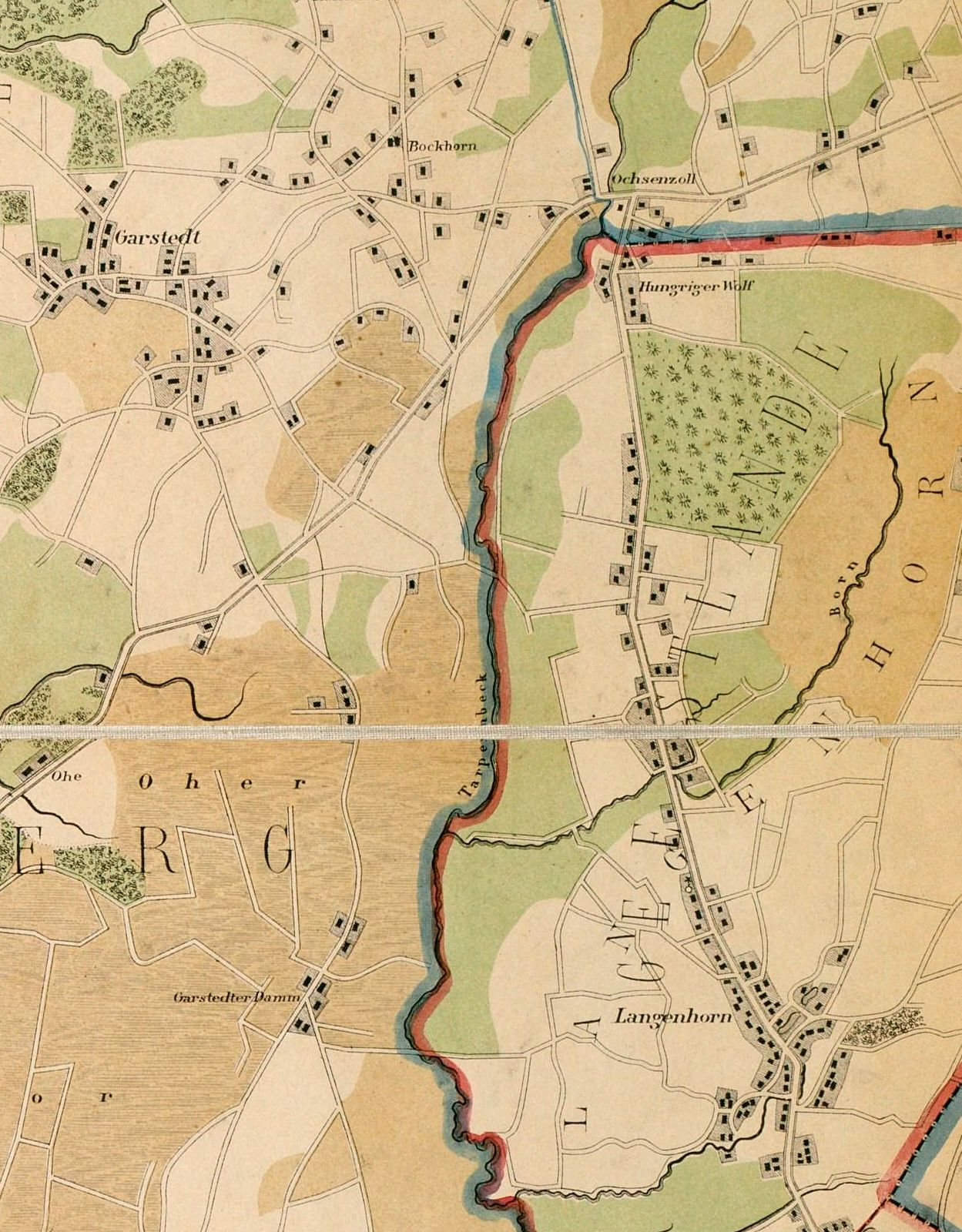
Langenhorn und Born(bach) auf einer Karte von 1866